# Parastasia incurva
Parastasia incurva är en skalbaggsart som beskrevs av Ohaus 1923. Parastasia incurva ingår i släktet Parastasia och familjen Rutelidae. Inga underarter finns listade i Catalogue of Life.